# Andy Sutcliffe
Andy Sutcliffe (n. 9 mai 1947, Mildenhall⁠(d), Anglia, Regatul Unit – d. 13 iulie 2015, Pluckley⁠(d), Ashford⁠(d), Anglia, Regatul Unit) a fost un pilot englez de Formula 1 care a evoluat în Campionatul Mondial, sezonul 1977.